# Joaquín Gimeno y Fernández-Vizarra
Joaquín Gimeno y Fernández-Vizarra (1851-1889) fue un médico, publicista y escritor español.

## Biografía
Nacido en la localidad zaragozana de Monzalbarba el 4 de noviembre de 1851, hizo sus estudios en las Universidades de Barcelona, Zaragoza y Madrid. Se dio a conocer como escritor colaborando en 1866 en Zaragoza en el periódico El Eco de Aragón, dirigido entonces por José María Huici. Triunfante la Revolución de Septiembre en 1868 se separó con otros compañeros de El Eco, al hacer este periódico declaraciones monárquicas. Después escribió en El Republicano y La República, este último fundado por Juan Pablo Soler. Más tarde, en 1871, entró a formar parte de la redacción del Diario de Avisos, de la cual salió en septiembre de 1873 para ejercer su profesión de médico, y en 1875 obtuvo por concurso la cátedra de Terapéutica de la Universidad de Zaragoza, en calidad de interino, porque la Facultad respectiva se hallaba instalada en aquella ciudad no más que provisionalmente. En 1879 ganó en pública oposición, celebrada en Madrid, la cátedra de Patología general con su clínica, que hasta su muerte desarrolló en la Facultad de Medicina de la Universidad de Zaragoza. Dos años antes había fundado en dicha ciudad el periódico de medicina, cirugía y farmacia titulado La Clínica. Cuando murió dirigía La Derecha, periódico republicano posibilista de Zaragoza. Tomó parte en diversas polémicas científicas, de las cuales pueden citarse una sobre la dosimetría, que siguió desde el Diario de Avisos. Escribió numerosos trabajos científicos, siendo de especial interés uno relativo a una enfermedad que padecían los que trabajaban con cañas. De la memoria escrita con tal motivo y publicada por La Clínica se ocuparon muchos anuarios médicos y autores franceses como Planchon. También escribió una obra titulada El celularismo. Falleció en 1889.